# Diócesis de Kandy
La diócesis de Kandy (en latín: Dioecesis Kandien(sis), en inglés: Roman Catholic Diocese of Kandy y en cingalés: கண்டி மாவட்ட) es una circunscripción eclesiástica latina de la Iglesia católica en Sri Lanka, sufragánea de la arquidiócesis de Colombo. La diócesis tiene al obispo Warnakulasurya Wadumestrige Devsritha Valence Mendis como su ordinario desde el 9 de octubre de 2021. 

## Territorio y organización
La diócesis tiene 5674 km² y extiende su jurisdicción sobre los fieles católicos de rito latino residentes en la provincia Central.
La sede de la diócesis se encuentra en la ciudad de Kandy, en donde se halla la Catedral de San Antonio.
En 2019 en la diócesis existían 29 parroquias agrupadas en tres vicariatos, correspondientes a los tres distritos que constituyen la provincia Central: Kandy, Nuwara Eliya y Matale.

## Historia
El vicariato apostólico de Kandy fue erigido el 20 de abril de 1883 con el breve Quo satius del papa León XIII, obteniendo el territorio del vicariato apostólico de Colombo (hoy arquidiócesis).
El 1 de septiembre de 1886 el vicariato apostólico fue elevado a diócesis con la bula Humanae salutis del papa León XIII.
El 14 de junio de 1954 cedió una parte de su territorio a la diócesis de Trincomalee mediante el decreto Excellentissimus Dominus.
El 18 de diciembre de 1972 cedió otra porción de su territorio para la erección de la diócesis de Badulla mediante la bula Cum ob suscepta del papa Pablo VI.

## Estadísticas
De acuerdo al Anuario Pontificio 2020 la diócesis tenía a fines de 2019 un total de 81 470 fieles bautizados.
| Año                                                                             | Población            | Población | Población      | Sacerdotes | Sacerdotes    | Sacerdotes    | Bautizados por sacerdote | Diáconos permanentes | Religiosos | Religiosos | Parroquias |
| Año                                                                             | Bautizados católicos | Total     | % de católicos | Total      | Clero secular | Clero regular | Bautizados por sacerdote | Diáconos permanentes | Varones    | Mujeres    | Parroquias |
| ------------------------------------------------------------------------------- | -------------------- | --------- | -------------- | ---------- | ------------- | ------------- | ------------------------ | -------------------- | ---------- | ---------- | ---------- |
| 1950                                                                            | 47 723               | 1 473 761 | 3.2            | 48         | 11            | 37            | 994                      |                      | 7          | 188        | 12         |
| 1970                                                                            | 65 000               | 2 355 620 | 2.8            | 95         | 24            | 71            | 684                      |                      | 120        | 276        | 21         |
| 1980                                                                            | 55 818               | 2 218 000 | 2.5            | 88         | 44            | 44            | 634                      |                      | 62         | 208        | 17         |
| 1990                                                                            | 62 615               | 2 257 000 | 2.8            | 39         | 22            | 17            | 1605                     | 1                    | 88         | 196        | 20         |
| 1999                                                                            | 79 479               | 2 005 956 | 4.0            | 44         | 30            | 14            | 1806                     |                      | 116        | 227        | 22         |
| 2000                                                                            | 80 501               | 2 005 956 | 4.0            | 47         | 33            | 14            | 1712                     | 1                    | 122        | 227        | 22         |
| 2001                                                                            | 83 313               | 2 005 956 | 4.2            | 45         | 31            | 14            | 1851                     |                      | 136        | 220        | 22         |
| 2002                                                                            | 85 359               | 2 008 002 | 4.3            | 81         | 32            | 49            | 1053                     |                      | 169        | 201        | 22         |
| 2003                                                                            | 85 359               | 2 008 002 | 4.3            | 79         | 33            | 46            | 1080                     |                      | 154        | 219        | 22         |
| 2004                                                                            | 75 435               | 2 414 973 | 3.1            | 90         | 36            | 54            | 838                      |                      | 182        | 216        | 23         |
| 2006                                                                            | 78 902               | 2 535 969 | 3.1            | 97         | 39            | 58            | 813                      | 1                    | 165        | 210        | 25         |
| 2011                                                                            | 84 830               | 2 690 430 | 3.2            | 78         | 38            | 40            | 1087                     |                      | 176        | 181        | 27         |
| 2013                                                                            | 81 243               | 2 558 716 | 3.2            | 50         | 35            | 15            | 1624                     |                      | 161        | 183        | 27         |
| 2016                                                                            | 80 764               | 2 665 000 | 3.0            | 49         | 39            | 10            | 1648                     |                      | 187        | 189        | 27         |
| 2019                                                                            | 81 470               | 2 752 940 | 3.0            | 57         | 48            | 9             | 1429                     |                      | 225        | 190        | 29         |
| Fuente: Catholic-Hierarchy, que a su vez toma los datos del Anuario Pontificio. |                      |           |                |            |               |               |                          |                      |            |            |            |

## Episcopologio
- Clemente Pagnani, O.S.B.Silv. † (20 de abril de 1883-junio de 1911 falleció)
- Bede Beekmeyer, O.S.B.Silv. † (19 de abril de 1912-22 de mayo de 1935 falleció)
- Bernardo Regno, O.S.B.Silv. † (27 de enero de 1936-24 de septiembre de 1958 renunció[7])
- Leo Nanayakkara, O.S.B.Silv. † (2 de julio de 1959-18 de diciembre de 1972 nombrado obispo de Badulla)
- Appasinghe Paul Perera † (17 de mayo de 1973-17 de marzo de 1983 retirado)
- Joseph Vianney Fernando (17 de marzo de 1983-9 de octubre de 2021 retirado)
- Warnakulasurya Wadumestrige Devsritha Valence Mendis, desde el 9 de octubre de 2021